# Ladtjojaure
Ladtjojaure, nordsamiska Láddjujávri, är en avlång fjällsjö i dalgången Ladtjovagge i Gällivare kommun och Kiruna kommun i Lappland som ingår i Kalixälvens huvudavrinningsområde. Sjön är 14 meter djup, har en yta på 1,84 kvadratkilometer och befinner sig 511 meter över havet. Ladtjojaure ligger i Torne och Kalix älvsystem Natura 2000-område. Sjön avvattnas av vattendraget Ladtjojåkka.
Sjön ligger ungefär mittemellan Nikkaluokta och Kebnekaise fjällstation. Sommartid går båttrafik på sjön, vilket förkortar gångsträckan till fjällstationen med cirka 6 km för den som utgår från Nikkaluokta.

## Delavrinningsområde
Ladtjojaure ingår i delavrinningsområde (753099-162931) som SMHI kallar för Utloppet av Ladtjojaure. Medelhöjden är 718 meter över havet och ytan är 15,2 kvadratkilometer. Räknas de 9 avrinningsområdena uppströms in blir den ackumulerade arean 215,61 kvadratkilometer. Ladtjojåkka som avvattnar avrinningsområdet har biflödesordning 3, vilket innebär att vattnet flödar genom totalt 3 vattendrag innan det når havet efter 390 kilometer. Avrinningsområdet består mestadels av skog (42 procent) och kalfjäll (40 procent). Avrinningsområdet har 1,83 kvadratkilometer vattenytor vilket ger det en sjöprocent på 12,1 procent.